# Clausen, Luxemburg

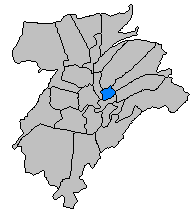
Stadsdelar i staden Luxemburg med Clausen markerat

Clausen är en stadsdel i staden Luxemburg i kantonen Luxemburg i landet Luxemburg. Den ligger nedanför den centrala Uewerstad i floden Alzettes dalgång.
Clausen är en av Luxemburgs äldsta stadsdelar. Den har sina rötter i bryggerier som grundades i området under 1100-talet.
Mellan stadsdelen Clausen och Fort Thüngen vid sluttningen mot Kirchbergsplatån står Malakofftornet, som byggdes 1861 vid nuvarande Rue Jules Wilhelm, nära Rue Malakoff. Namnet fick det av nederländska soldater som var stationerade i Echternach vid mitten av 1800-talet, i åminnelse av Fort Malakoff, en försvarsanläggning av strategisk betydelse i Krimkriget 1853–1856. Tornet hör till Luxemburgs fästning och var det sista befästningsarbetet som slutfördes, innan överenskommelse träffades om att riva befästningarna i Fördraget i London 1867. 
I Clausen låg tidigare Château La Fontaine (också Mansfeld Palace). Slottet var säte för Peter Ernst I von Mansfeld-Vorderort, som var guvernör över Luxembourg. Han lät uppföra slottet med början 1563 och fortsatte med utbyggnader till 1604. Endast några rester finns kvar idag.

## Bildgalleri

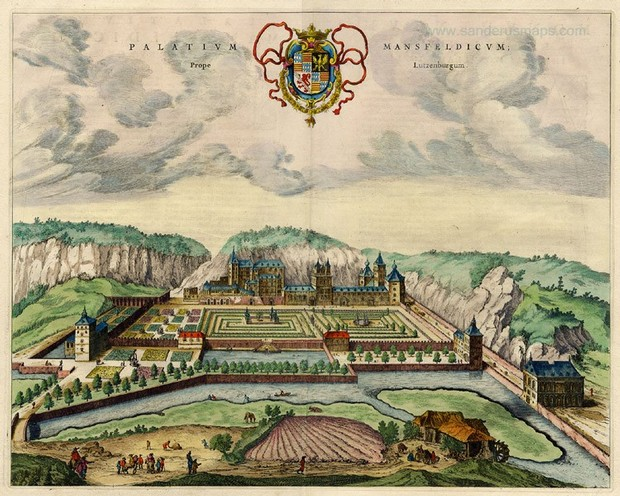
Château La Fontaine, av Joan Blaeu, 1649
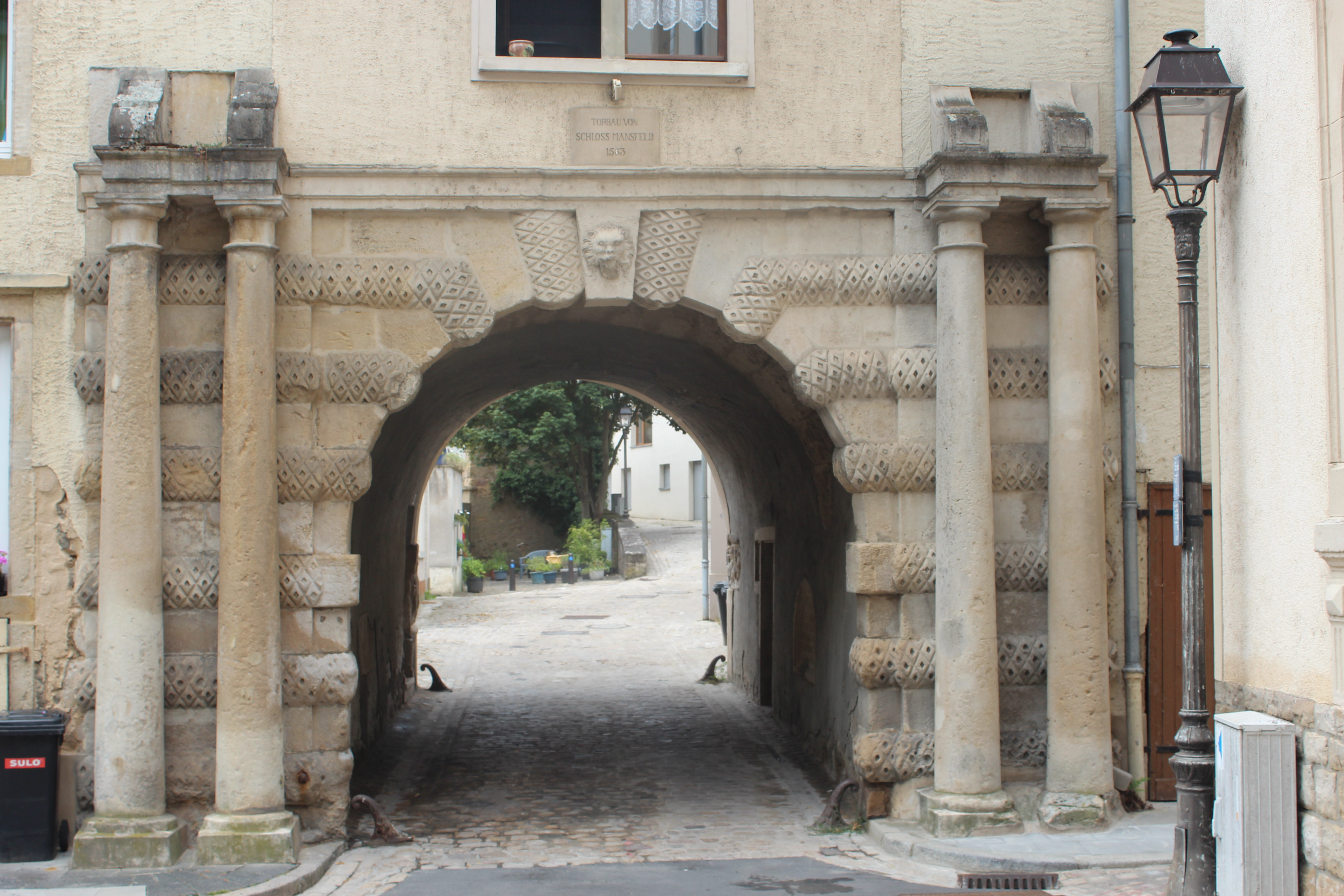
Entrén till det tidigare Château La Fontaine
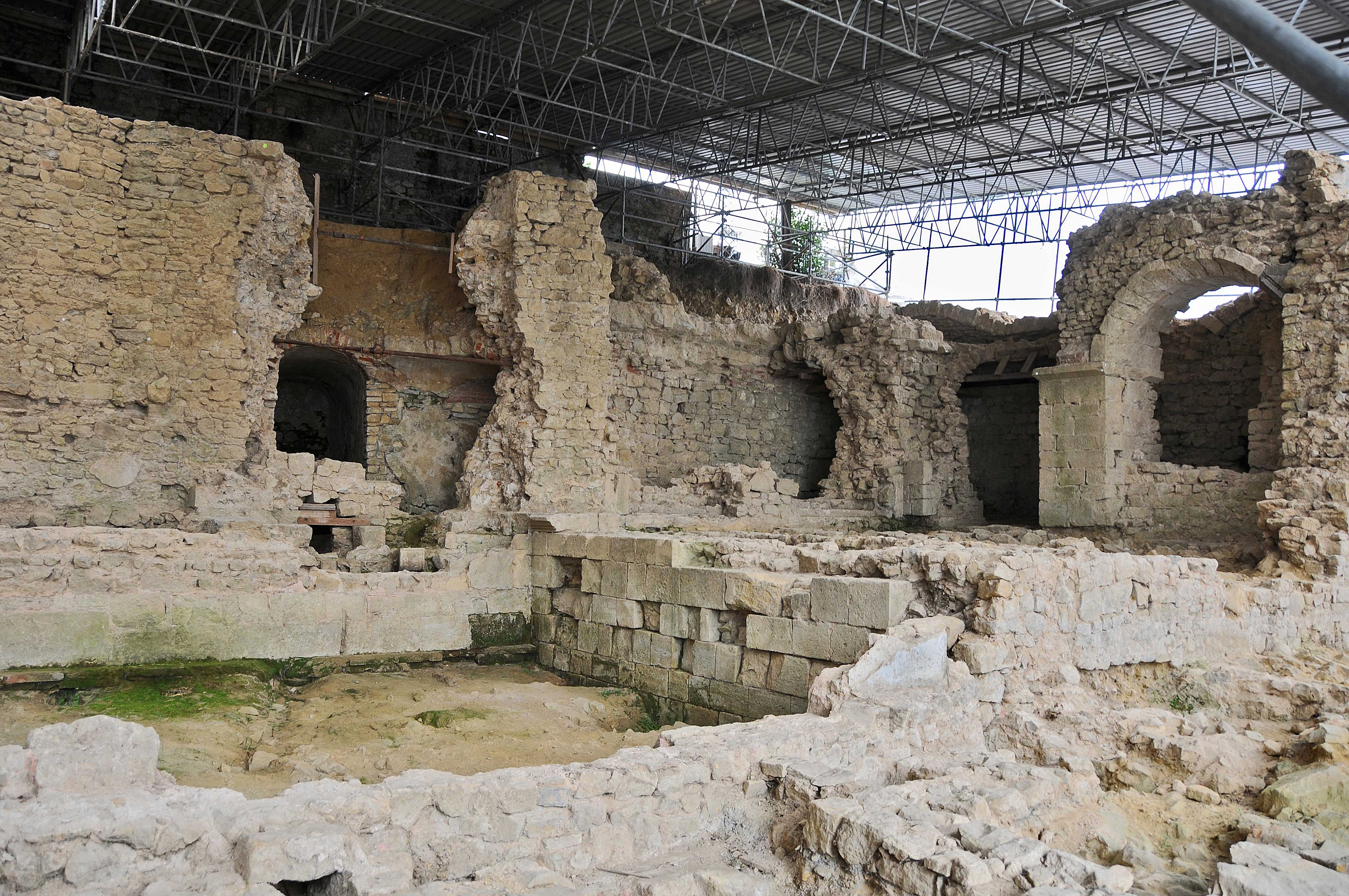
Ruiner av Château La Fontaine, 2008
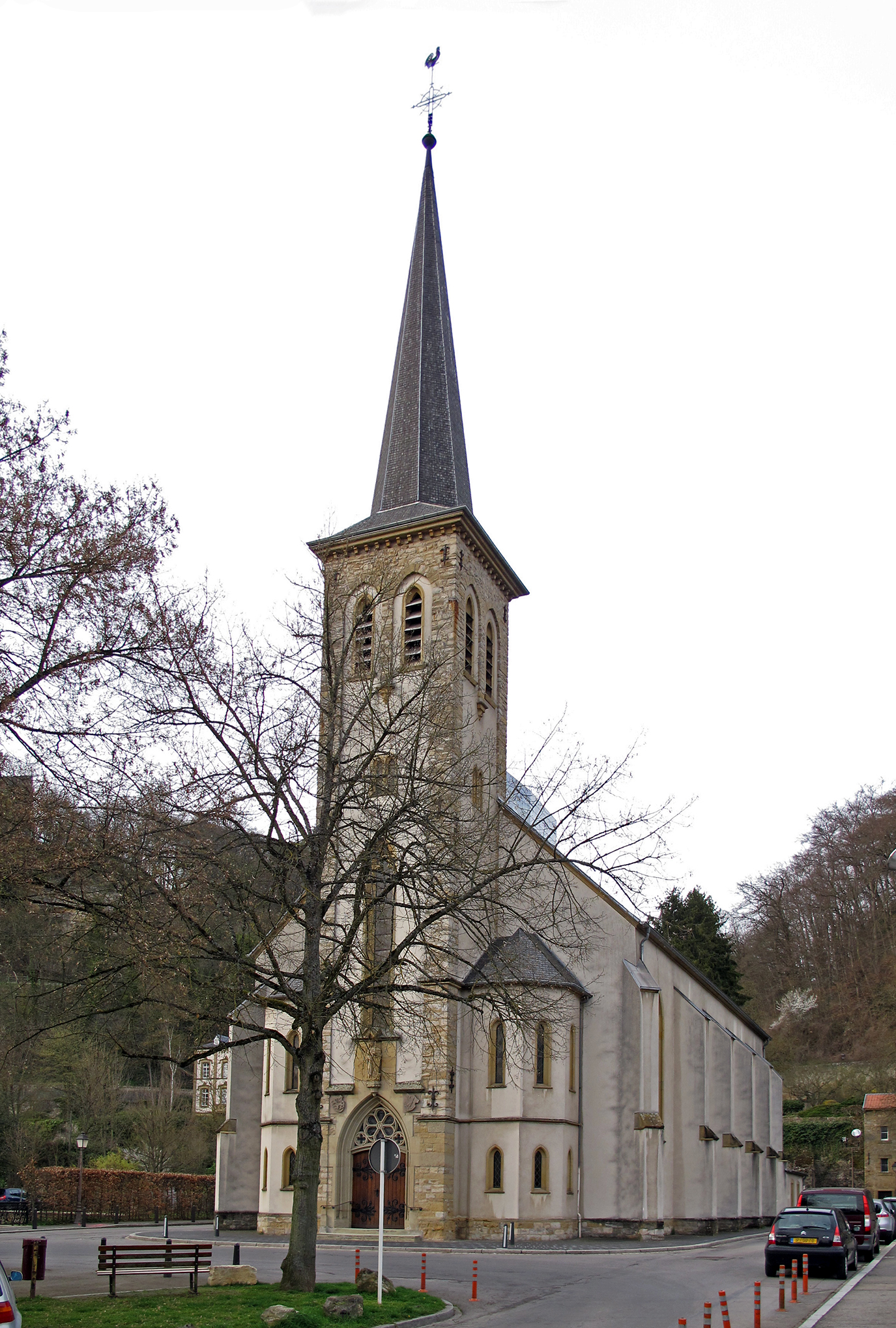
Sankta Kunigunda kyrka, byggd 1865
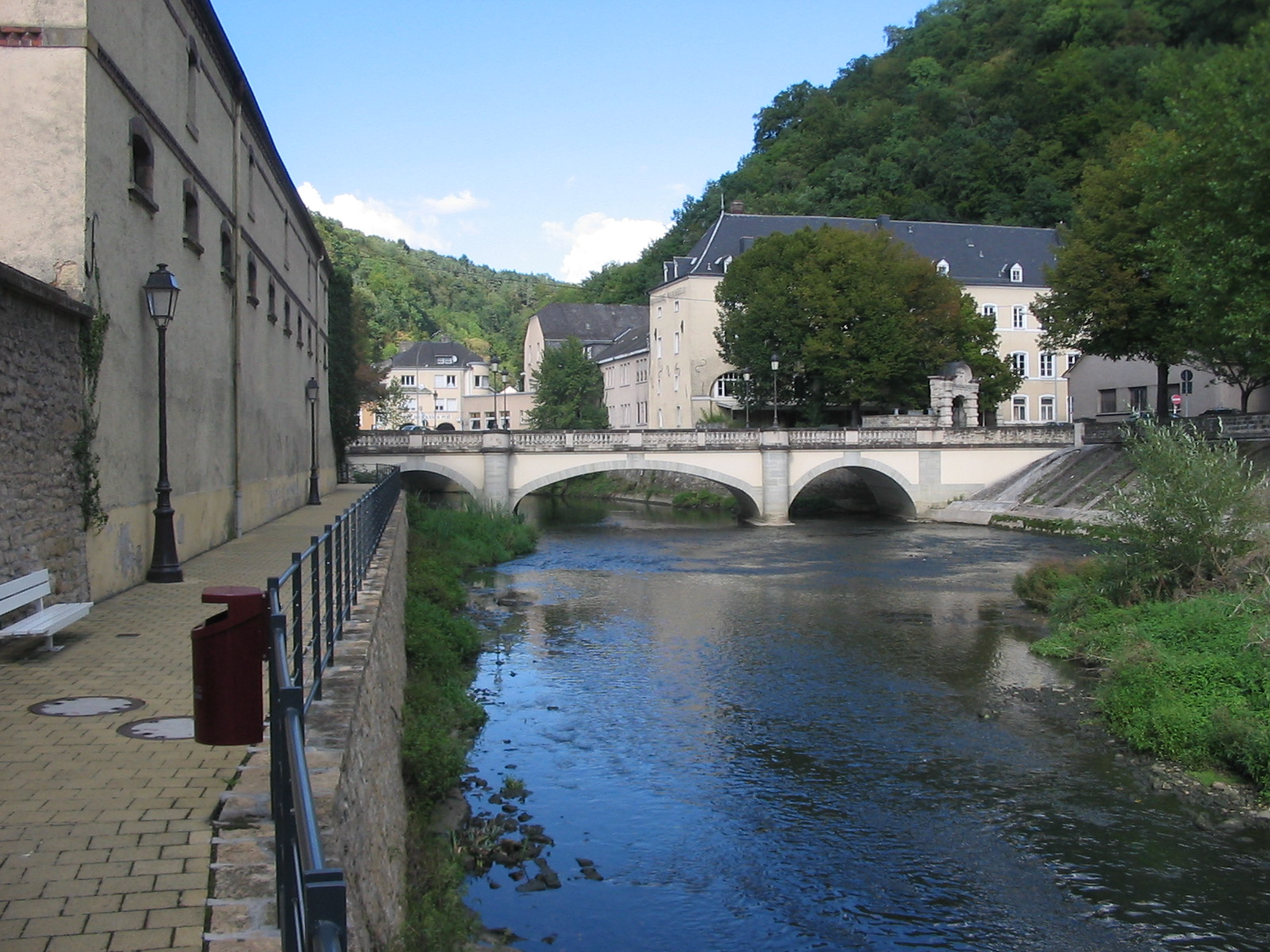
Bron över Alzette
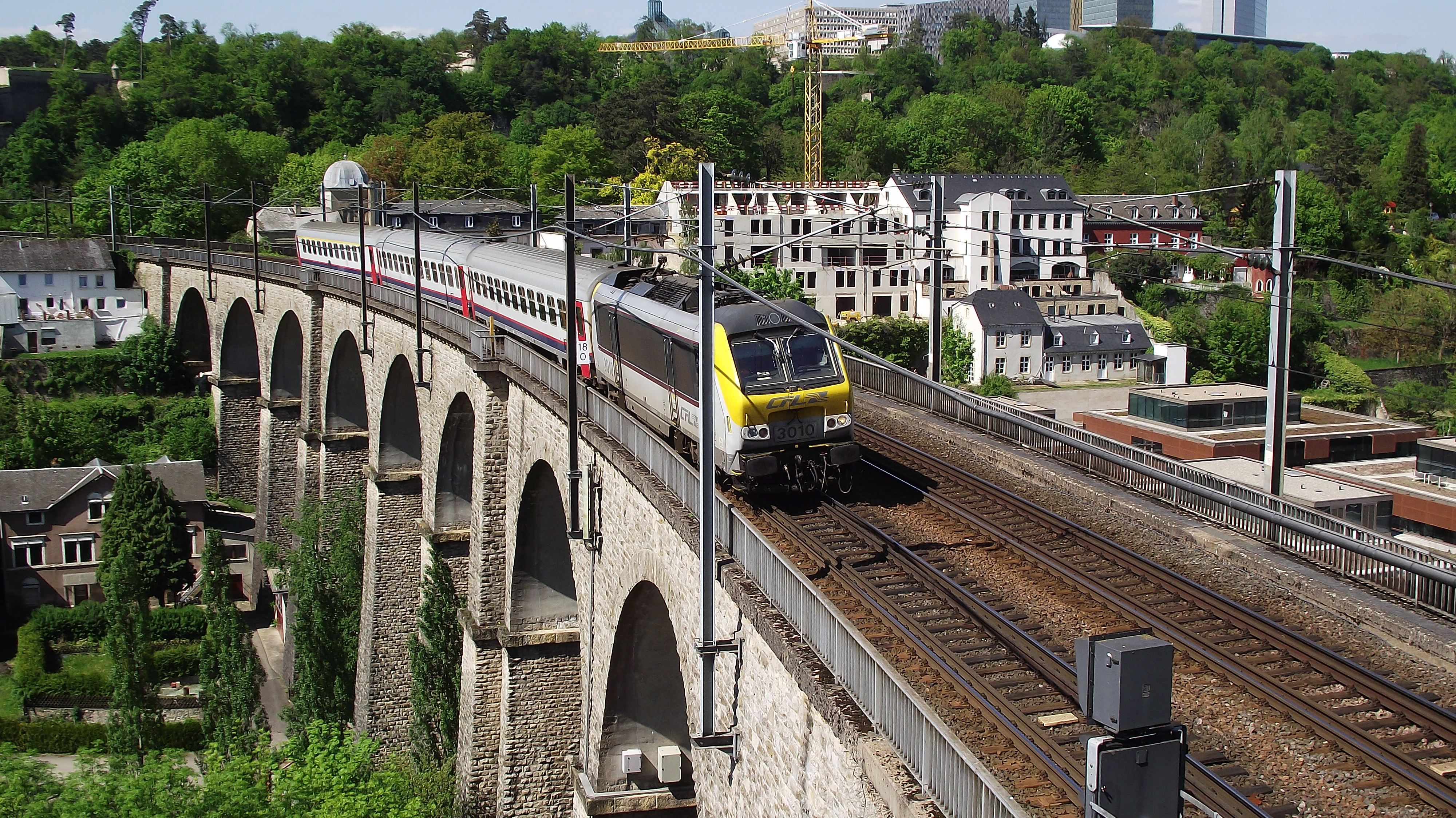
Viaduc de Clausen
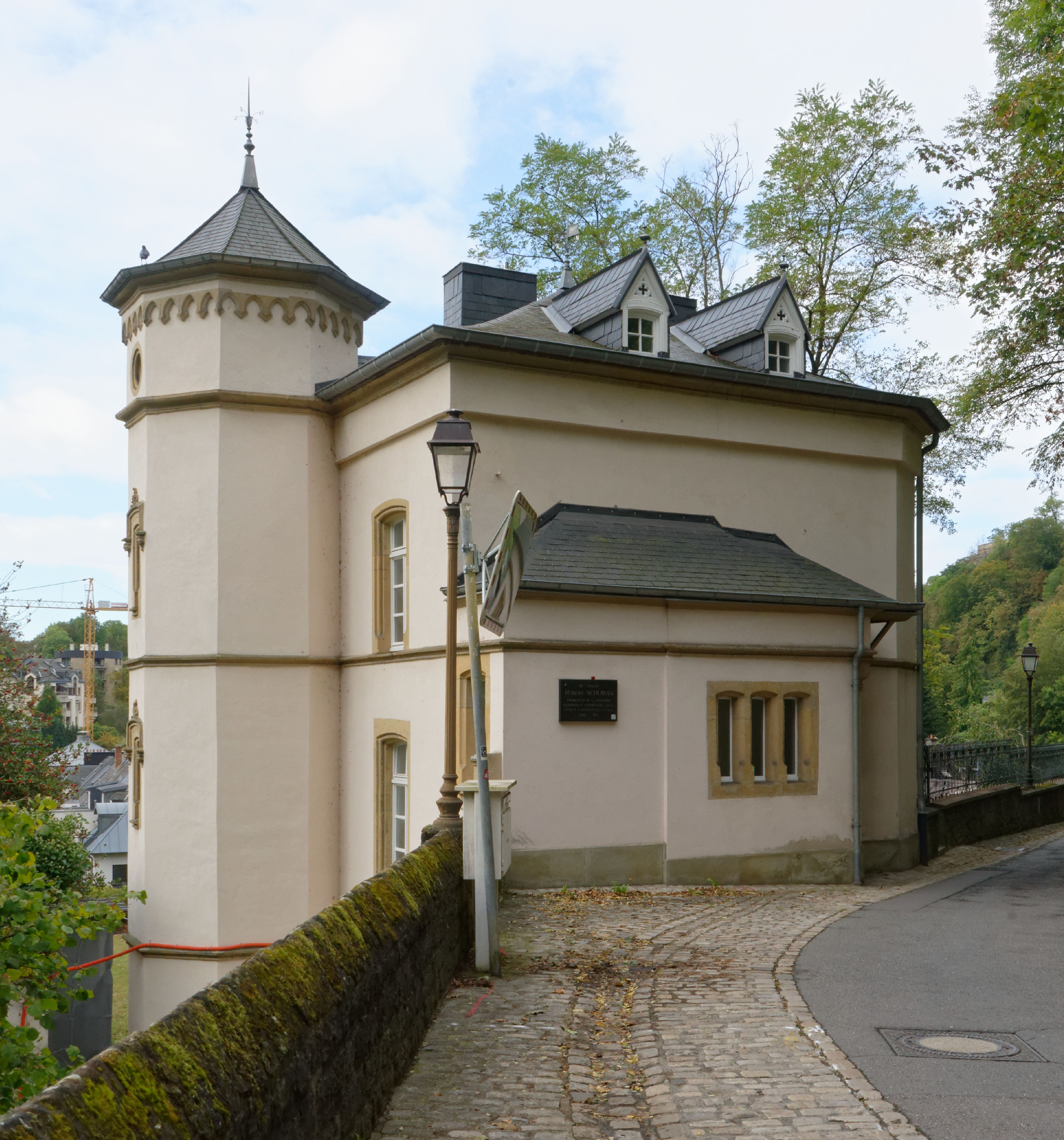
Robert Schumanns födelsehus, Rue Jules-Wilhelm
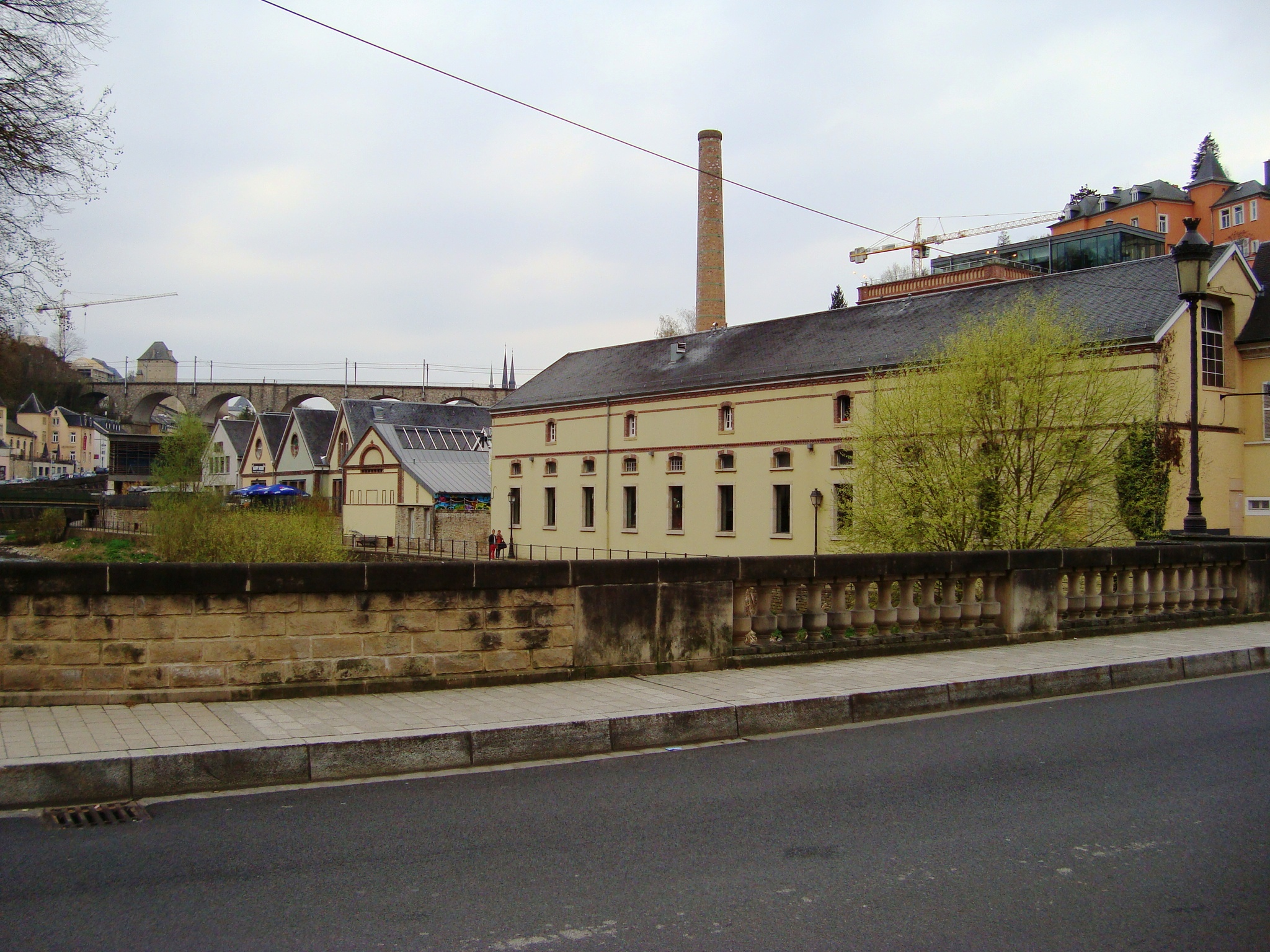
Det tidigare Mouselbryggeriet
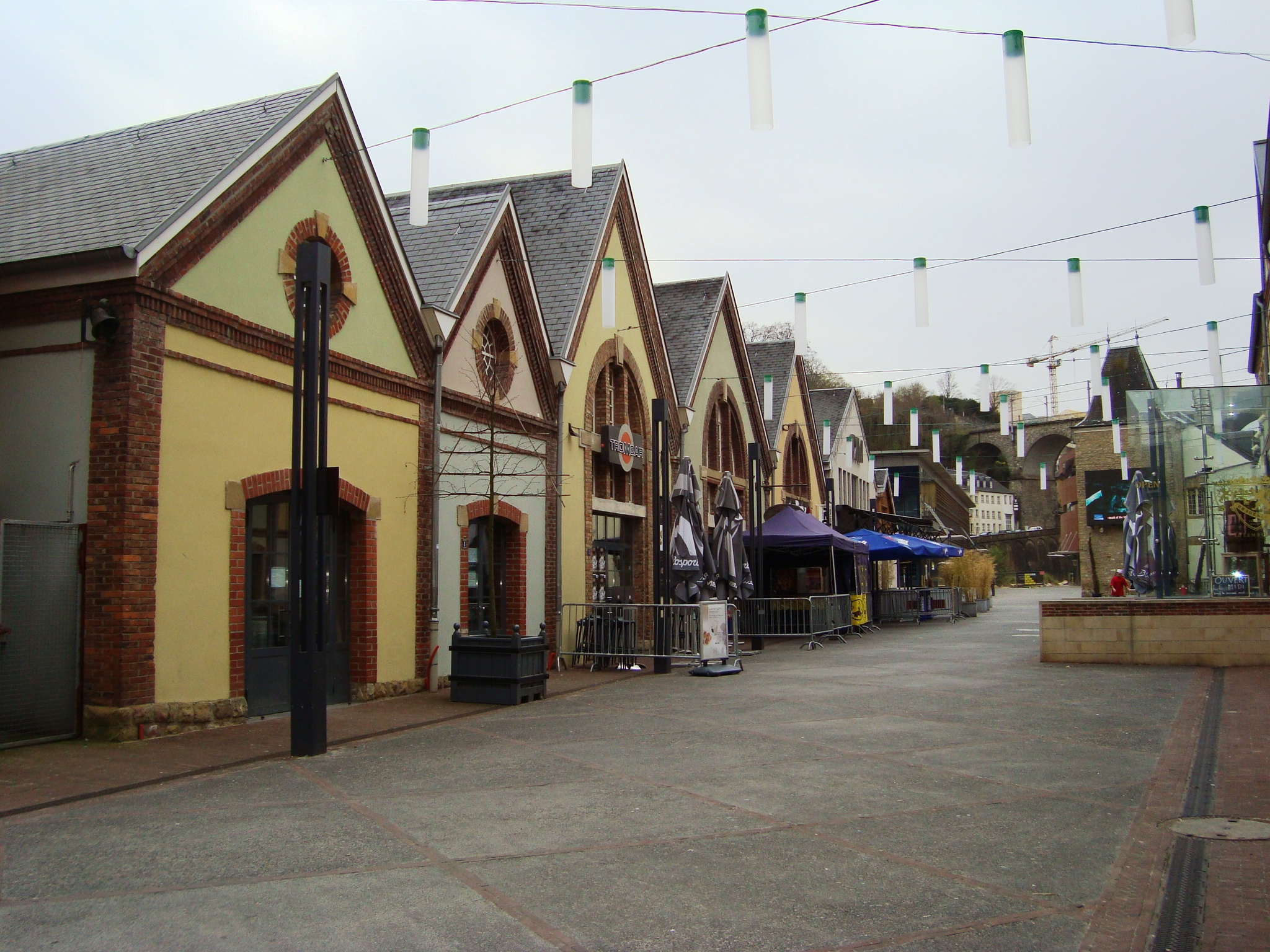
Tidigare lokaler för det tidigare Mouselbryggeriet